# Nina Simone and Her Friends
Nina Simone and Her Friends è il secondo album in studio della cantante e pianista statunitense Nina Simone, pubblicato nel 1959.
Fu pubblicato prima che l'artista lasciasse la Bethlehem Records e senza il suo consenso. In esso sono contenuti 12 brani di cui soltanto 4 sono eseguiti da Nina Simone.

## Tracce
Lato A
1. He's Got the Whole World in His Hands (Nina Simone) – 3:09 (Tradizionale) – Registrato nel 1957 a New York City, New York
2. A Cottage for Sale (Chris Connor) – 2:33 (Larry Conley, Willard Robison) – Registrato il 21 agosto 1954 a New York City, New York
3. Old Devil Moon (Carmen McRae) – 2:35 (Harburg, Lane) – Registrato nel dicembre del 1954 a New York City, New York
4. I Loves You, Porgy (Nina Simone) – 4:06 (George Gershwin, DuBose Heyward, Ira Gershwin) – Registrato nel 1957 a New York City, New York
5. Try a Little Tenderness (Chris Connor) – 3:00 (Jimmy Campbell, Reg Connelly, Harry Woods) – Registrato il 9-11 agosto 1954 al Fulton Recording Studios di New York City, New York
6. You Made Me Care (Carmen McRae) – 2:07 (Chuck Darwin, Paulette Girard) – Registrato nel dicembre del 1954 a New York City, New York

Lato B
1. For All We Know (Nina Simone) – 3:58 (Coots, Sam Lewis) – Registrato nel 1957 a New York City, New York
2. What Is There to Say? (Chris Connor) – 2:51 (Vernon Duke, Erwin YipHarburg) – Registrato il 9-11 agosto 1954 al Fulton Recording Studios di New York City, New York
3. Too Much in Love to Care (Carmen McRae) – 2:26 – Registrato nel dicembre del 1954 a New York City, New York
4. African Mailman (Nina Simone) – 3:04 (Nina Simone) – Registrato nel 1957 a New York City, New York
5. Good Bye (Chris Connor) – 2:32 (Gordon Jenkins) – Registrato il 21 agosto 1954 a New York City, New York
6. Last Time for Love (Carmen McRae) – 3:02 (Carmen McRae) – Registrato nel dicembre del 1954 a New York City, New York

## Formazione
He's Got the Whole World in His Hands, I Loves You, Porgy, For All We Know e African Mailman
- Nina Simone - voce,  pianoforte
- Jimmy Bond - contrabbasso
- Al Tootie Heath - batteria

A Cottage for Sale e Good Bye
- Chris Connor - voce
- Ronnie Odrich - flauto, clarinetto
- Joe Cinderella - chitarra
- Don Burns - accordion
- Vinnie Burke - contrabbasso
- Art Mardigan - batteria

Try a Little Tenderness e What Is There to Say?
- Chris Connor - voce
- Ellis Larkins - pianoforte
- Everett Barksdale - chitarra
- Beverly Peer - contrabbasso

Old Devil Moon, You Made Me Care, ''Too Much in Love to Care e Last Time for Love
- Carmen McRae - voce
- Tony Scott - clarinetto
- Dick Katz - pianoforte
- Skip Fawcett - contrabbasso
- Osie Johnson - batteria